# Безмежно подільний розподіл
Безмежно подільний розподіл у теорії імовірностей це розподіл випадкової величини, такої, що вона може бути представлена у виді довільної скінченої кількості незалежних однаково розподілених доданків.

## Означення
Випадкова величина {\displaystyle Y} називається безмежно подільною, якщо для будь-якого {\displaystyle n\in \mathbb {N} } вона може бути представлена у виді
{\displaystyle Y=\sum \limits _{i=1}^{n}X_{i}^{(n)}},
де  {\displaystyle \left\{X_{i}^{(n)}\right\}_{i=1}^{n}} - незалежні, однаково розподілені випадкові величини.

## Властивості безмежно подільних розподілів
- Характеристична функція {\displaystyle \phi _{Y}(t)} безмежно подільної випадкової величини {\displaystyle Y} має вид:

{\displaystyle \phi _{Y}(t)=\phi _{X_{1}^{(n)}}^{n}(t)}.

## Канонічні представлення безмежно подільних розподілів

### Формула Колмогорова
Нехай {\displaystyle \phi (t)} - характеристична функція безмежно подільного розподілу на {\displaystyle \mathbb {R} }, який має скінченну дисперсію. Тоді існує неспадна функція {\displaystyle K:\mathbb {R} \to \mathbb {R} }, така що {\displaystyle \lim \limits _{u\to -\infty }K(u)=0}, і
{\displaystyle \ln \phi (t)=i\delta t+\int \limits _{-\infty }^{\infty }{\frac {e^{itu}-1-iut}{u^{2}}}\,dK(u)},
де інтеграл розуміється в смислі Лебега - Стилтьеса.

### Формула Леві - Хінчина
Нехай {\displaystyle \phi (t)} - характеристична функція безмежно подільного розподілу на {\displaystyle \mathbb {R} }. Тоді існує неспадна функція обмеженої варіації {\displaystyle G:\mathbb {R} \to \mathbb {R} }, така що 
{\displaystyle \ln \phi (t)=i\delta t+\int \limits _{-\infty }^{\infty }\left(e^{itu}-1-{\frac {itu}{1+u^{2}}}\right)\left({\frac {1+u^{2}}{u^{2}}}\right)dG(u)}

## Приклади
- Такі розподіли безмежно подільні: розподіл Коші, розподіл Пуассона, нормальний розподіл, гама розподіл.

- Нехай задано ймовірнісний простір {\displaystyle (\mathbb {N} ,2^{\mathbb {N} },m)}, де

{\displaystyle m(n)={\frac {\lambda ^{n}}{n!}}e^{-\lambda }}
для деякого {\displaystyle \lambda >0}. Тоді випадкова величина {\displaystyle X:\mathbb {N} \to \mathbb {R} }, що має вид 
{\displaystyle X(n)=n,\quad n\in \mathbb {N} }
не є безмежно подільною.

## Безмежно подільний розподіл на локально компактних абелевих групах
Розподіл {\displaystyle \mu } на локально компактній абелевій групі {\displaystyle X} називається безмежно подільним, якщо для кожного натурального {\displaystyle n} існує елемент {\displaystyle x_{n}\in X} і розподіл {\displaystyle \mu _{n}} на {\displaystyle X} такий, що {\displaystyle \mu =\mu _{n}^{*n}*E_{x_{n}}}, де {\displaystyle E_{x_{n}}} --- вироджений розподіл, зосереджений в {\displaystyle x_{n}} (див. , ).
Прикладами безмежно подільних розподілів на локально компактних абелевих групах є вироджені розподіли, зсуви розподілів Хаара компактних підгруп, узагальнені розподіли Пуассона.